# TV Großwallstadt
TV Großwallstadt is een handbalclub uit Aschaffenburg die in de Bundesliga speelt. De club won zesmaal de landstitel, vier keer de beker en twee keer de Champions League.